# Kiersnowo (województwo warmińsko-mazurskie)
Kiersnowo (niem. Kerschdorf) – wieś w Polsce położona w województwie warmińsko-mazurskim, w powiecie lidzbarskim, w gminie Kiwity.
W latach 1975–1998 miejscowość administracyjnie należała do województwa olsztyńskiego.